# Saint-Hilaire (Alto Garona)
 Saint-Hilaire  es una población y comuna francesa, en la región de Mediodía-Pirineos, departamento de Alto Garona, en el distrito de Muret y cantón de Muret.

## Demografía
| 234 | 315 | 389 | 459 | 504 | 708 |
| Para los censos de 1962 a 1999 la población legal corresponde a la población sin duplicidades (Fuente: INSEE [Consultar]) |     |     |     |     |     |